# Perdiguera
Perdiguera ist eine spanische Gemeinde (municipio) mit 544 Einwohnern (Stand: 2024) in der Provinz Saragossa, die zur Autonomen Region Aragonien gehört. 

## Lage
Perdiguera liegt im südöstlichen Zentrum der Comarca Monegros etwa 29 km ostnordöstlich der Provinzhauptstadt Saragossa in etwa 475 m. Im Osten der Gemeinde befindet sich die Sierra de Alcubierre.

## Bevölkerungsentwicklung
| Jahr      | 1970 | 1981 | 1991 | 2001 | 2011 | 2021 |
| Einwohner | 542  | 526  | 480  | 511  | 651  | 567  |

## Sehenswürdigkeiten
- Himmelfahrtskirche (Iglesia de Nuestra Señora de la Asunción), Ende des 15. Jahrhunderts errichtet

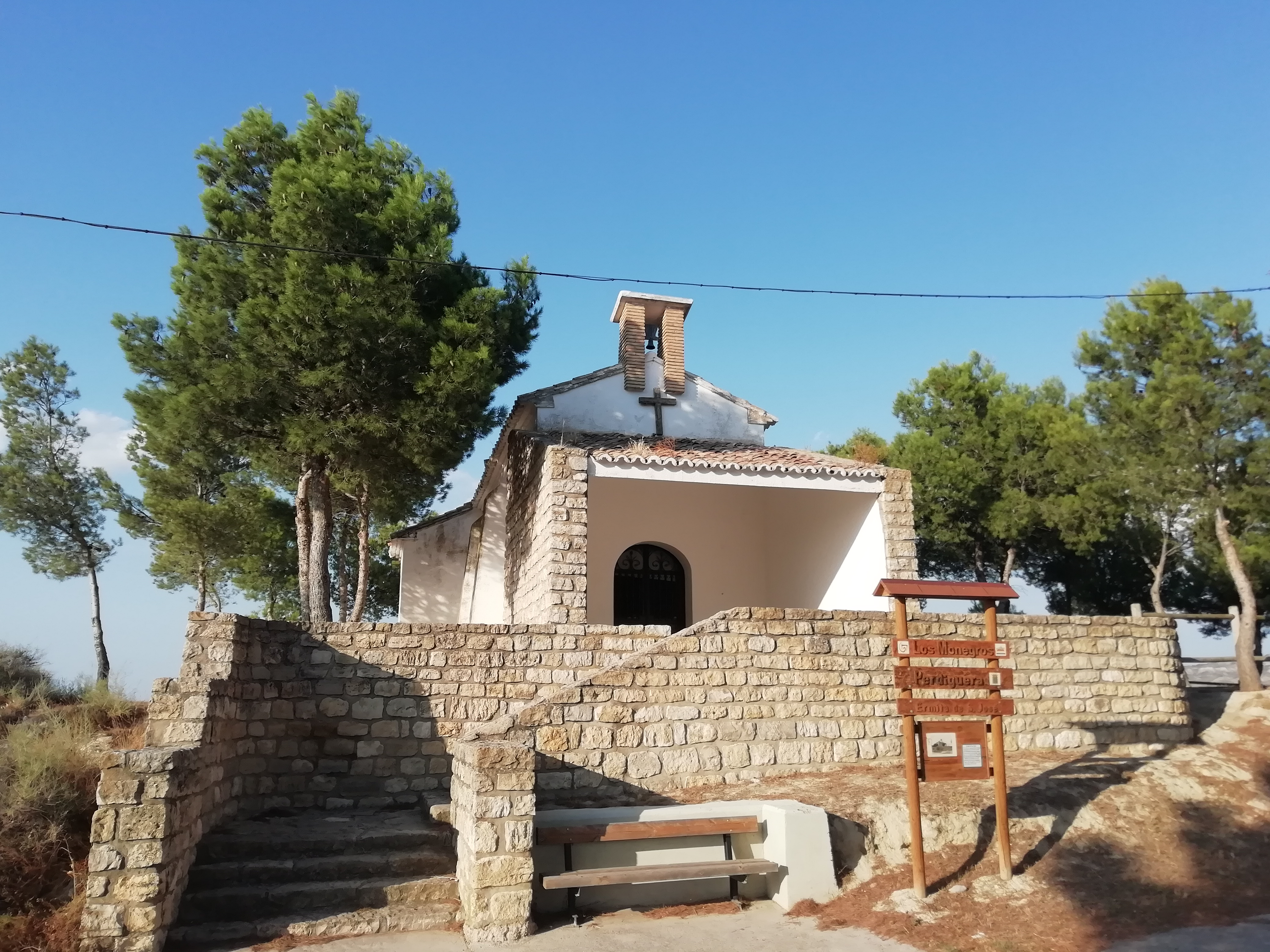
Kapelle San José
- Kapelle Nuestra Señora de Asteruelas
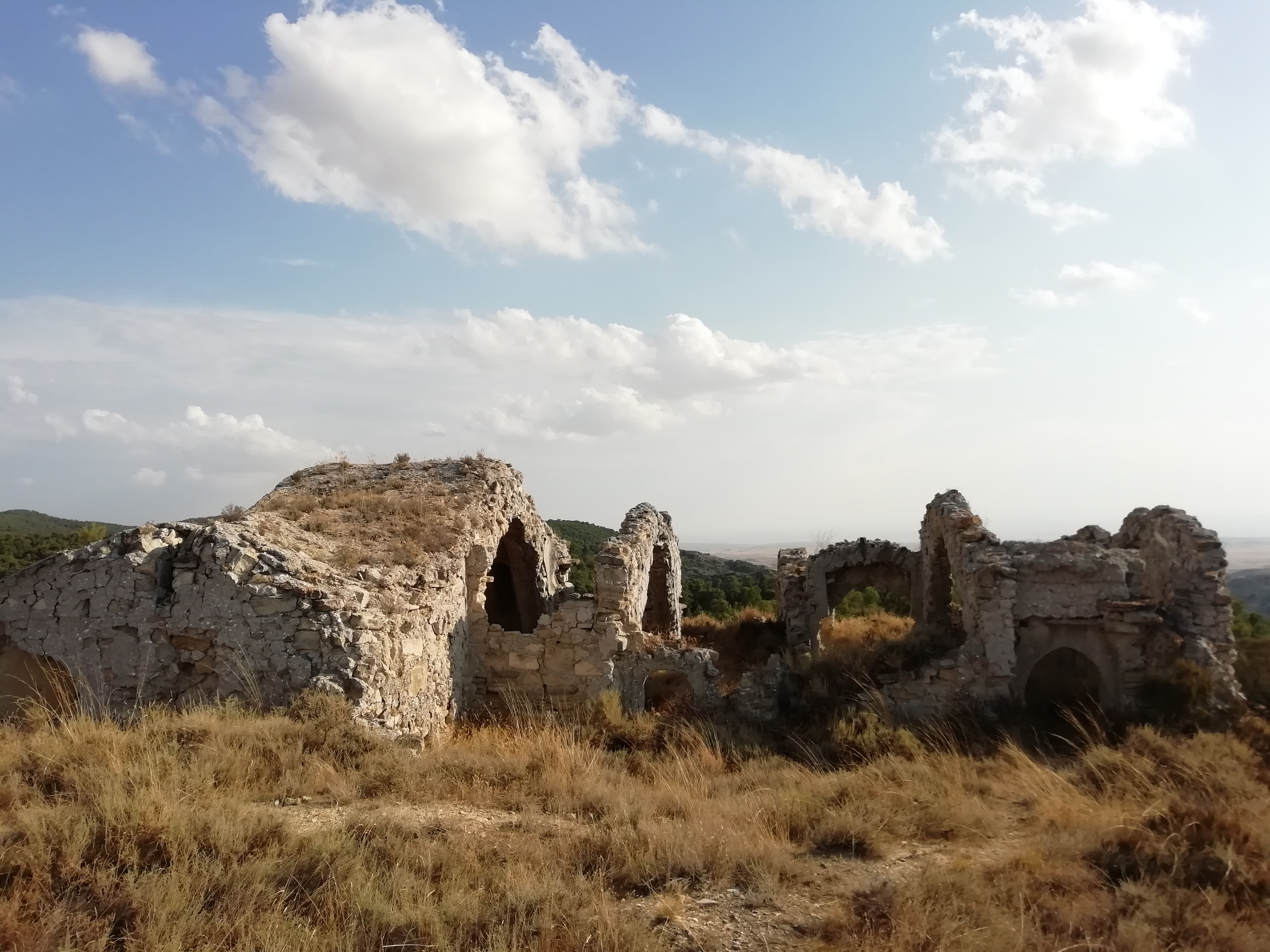
Kapelle Santa Cruz
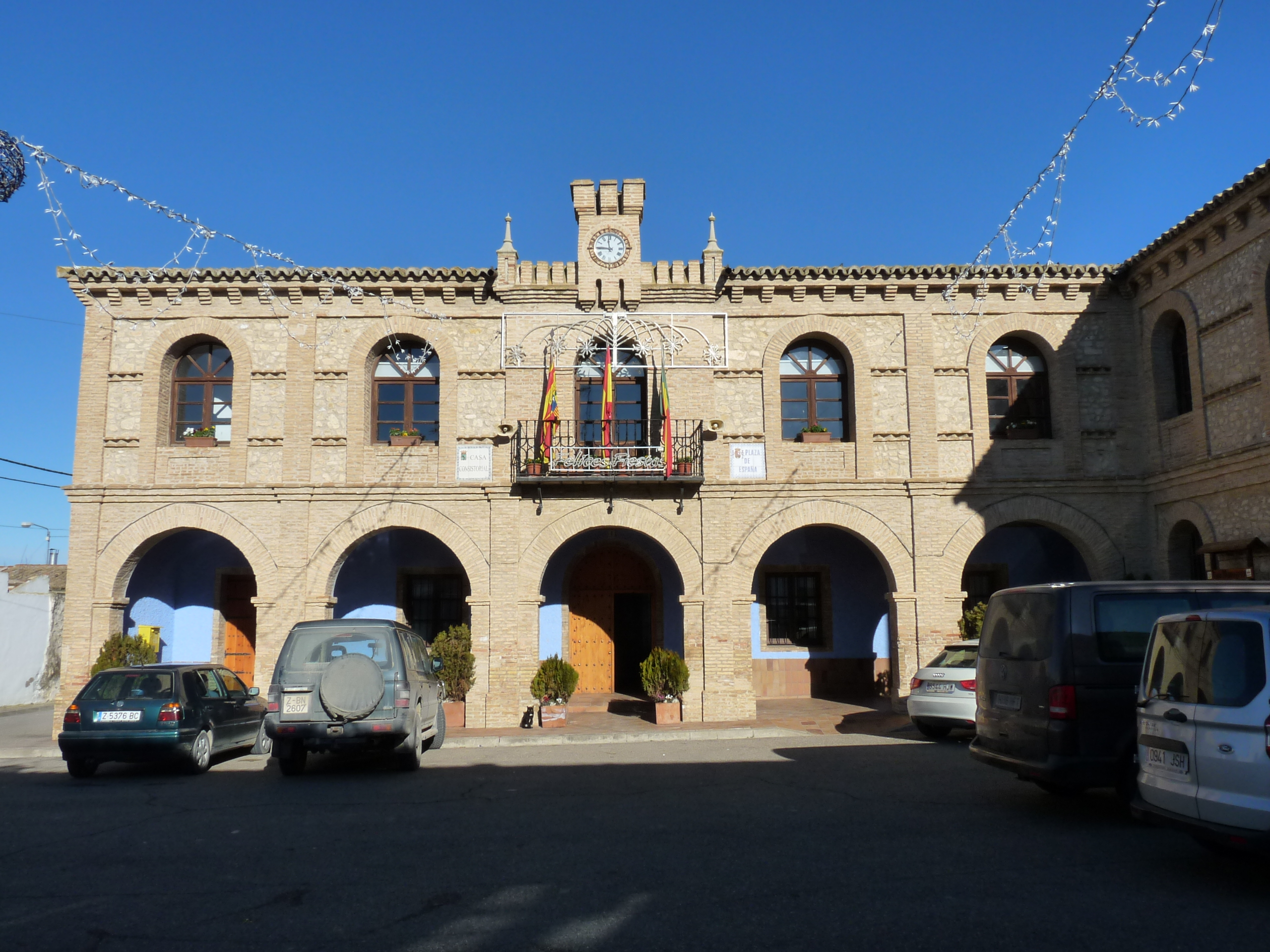
Rathaus

- Kapelle San José
- Kapelle Santa Cruz
- Rathaus